# XL-Bygg
XL-Bygg, av företaget skrivet XL-BYGG, är en rikstäckande kedja av drygt 110 företag bygghandlare i Sverige. Tillsammans med XL-Byg i Danmark och XL-Bygg i Norge bildar de Skandinaviens största bygghandelskedja med sammanlagt knappt 300 bygghandlare. XL-Bygg har idag över 60 delägare och 84 försäljningsställen i landet, från Ystad i söder till Kiruna i norr. XL-Bygg var 2020 en av Sveriges största kedjor inom byggfackhandel.

## Historia
Den svenska kedjans historia började 1980 då den medlemsägda inköps- och marknadsorganisationen Byggtrygg AB bildades.
År 2009 utökade Byggtrygg samarbetet med sina partners i Norge och Danmark och samma år profilerade de närmare 90 svenska anläggningarna om sig till XL-Bygg. Formellt bytte den svenska organisationen dock namn till XL-Bygg AB först 2016.
2019 förvärvade norska Mestergruppen majoriteterna av aktierna i XL-Bygg och blev därmed ny huvudägare i kedjan. Mestergruppen äger även kedjan Bolist och Järnia.